# Janka Stoker
Janka Ireen Stoker (Assen, 16 augustus 1970) is een Nederlandse wetenschapper. Stoker is als hoogleraar Leiderschap en Organisatieverandering verbonden aan de Rijksuniversiteit Groningen.

## Biografie
Stoker studeerde in 1993 af in de sociale psychologie en arbeids- en organisatiepsychologie aan de Rijksuniversiteit Groningen. Vijf jaar later promoveerde zij aan de Universiteit Twente op het proefschrift ‘Leidinggeven aan zelfstandige taalgroepen’. Daarna ging zij bij adviesbureau Berenschot werken. Als adviseur heeft zij private en publieke organisaties geadviseerd over vraagstukken rondom leiderschap en verandering. In 2003 kwam ze terug naar de Rijksuniversiteit Groningen om aan de Faculteit Economie en Bedrijfskunde als hoogleraar 'leiderschap en organisatieverandering' onderzoek te verrichten op het gebied van leiderschap. Ze heeft haar werk als senior managing consultant bij Berenschot een aantal jaren gecombineerd met haar hoogleraarschap. Ze heeft nationale en internationale publicaties op haar naam staan. In haar onderzoek richt zij zich op wetenschappelijk relevante vragen met praktische relevantie. Zij was in 2016 lid van de commissie Ottow, die een evaluatie van het toetsingsproces van DNB en AFM heeft uitgevoerd.
Van 2009 tot 2014 was zij vice-decaan in het bestuur van de Faculteit Economie en Bedrijfskunde. Sinds 2015 is zij aan dezelfde faculteit directeur van het expertisecentrum 'In the LEAD', waar met inzichten van zowel economen als leiderschaps- en managementwetenschappers naar leiderschap wordt gekeken. In 2018 verscheen het boek ‘Goede leiders zweven niet’, dat zij schreef met collega en mede-directeur van In the LEAD Harry Garretsen. 
Stoker spreekt op congressen en in cursussen voor managers en bestuurders, en ze levert in de media commentaar op de leiderschapskwaliteiten, of het gebrek daaraan, van politici, bankiers en andere leiders, zoals bijvoorbeeld in een maandelijkse column in het RTL-Z-programma Ruttes rapport in 2011 en 2012, of in het programma Radio EenVandaag. Tevens geeft ze haar visie op gendervraagstukken rondom leiderschap.
Hiernaast is Stoker onder meer voorzitter van de Raad van Commissarissen van het Economic Board Groningen, lid van het stichtingsbestuur van Opzij en  externe deskundige bij de AFM. Stoker is de dochter van emeritus RUG-hoogleraar genderstudies Mineke van Essen.

## Geselecteerde artikelen
- Stoker, J. I., Garretsen, H. & Soudis, D. (2018) Tightening the leash after a threat: A multi-level event study on leadership behavior following the financial crisis. The Leadership Quarterly. p. xx-xx 16 p.
- Garretsen, H., Stoker, J. I., Soudis, D., Martin, R. & Rentfrow, J. (2018). The relevance of personality traits for urban economic growth: making space for psychological factors. Journal of Economic Geography.
- Garretsen, H., Stoker, J. I., Soudis, D., Martin, R. & Rentfrow, P. J. (2018). Brexit and the relevance of regional personality traits: more psychological Openness could have swung the regional vote. Cambridge Journal of Regions, Economy and Society. 11, 1, p. 165–175 11 p.
- Feenstra, S., Jordan, J., Walter, F., Yan, J. & Stoker, J. I. (2017). The Hazard of Teetering at the Top and Being Tied to the Bottom: The Interactive Relationship of Power, Stability, and Social Dominance Orientation with Work Stress. Applied Psychology-An International Review-Psychologie appliquee-Revue internationale. 66, 4, p. 653-673 21 p.
- Stoker, J.I., Garretsen, H., Spreeuwers, L.J. (2016). The Facial Appearance of CEOs: Faces Signal Selection but Not Performance. PLoS One, 11(7), e0159950. doi:10.1371/journal.pone.0159950
- Lammers, J., Stoker, J.I., Rink, F. & Galinsky, A. (2016). To Have Control Over or To Be Free From Others? The Desire for Power Reflects a Need for Autonomy. Personality and Social Psychology Bulletin, 42, 498-512.
- Ryan, M.A., Haslam, A., Morgenroth, T., Rink, F., Stoker, J.I. & Peters, K. (2016). Getting on top of the glass cliff: Reviewing a decade of evidence, explanations, and impact. The Leadership Quarterly, 27, 446-455
- Van der Kam, N. A., van der Vegt, G., Janssen, O., & Stoker, J. I. (2015). Heroic or hubristic? A componential approach to the relationship between perceived transformational leadership and leader-member exchanges. European Journal of Work and Organizational Psychology, 24, 611-626.
- J.I. Stoker, M. van der Velde, J. Lammers (2012). Factors Relating to Managerial Stereotypes: The Role of Gender of the Employee and the Manager and Management Gender Ratio. Journal of Business and Psychology, 27(1), 31-42.
- Stoker, J.I., Grutterink, H. & Kolk, N.J. (2012). Do transformational leaders always make the difference? The role of TMT feedback seeking behavior. The Leadership Quarterly, 23, 582-592.
- J. Lammers, J.I. Stoker, J. Jordan, M. Pollmann, D.A. Stapel (2011). Power increases infidelity among men and women. Psychological Science, 22(9), 1191-1197.
- Stoker, J.I. (2008). Effects of Team Tenure and Leadership in Self-Managing Teams. Personnel Review, 37, 564-582

## Geselecteerde boeken
- Stoker, J.I. & Garretsen, J.H. (2018). Goede leiders zweven niet. Amsterdam: Business Contact.
- Camps, T., Stoker, J.I. & Jurgens, B. (2008). Managers zijn struisvogels?! Over vluchtgedrag van leidinggevenden. Den Haag: Elsevier.
- Stoker, J.I. (2005). Leiderschap verandert (oratie). Assen: Van Gorcum.
- Stoker, J.I. & Kolk, N.J. (2003). Grip op leiderschap. Toegankelijke modellen en praktische inzichten (INK-reeks). Deventer: Kluwer.
- Stoker, J.I. & Korte, A.W. de (2000). Het onmisbare middenkader. Assen: Van Gorcum.
- J.I. Stoker (1998). Leidinggeven aan zelfstandige taalgroepen, proefschrift, Universiteit Twente, uitgeverij Van Gorcum.

- International Standard Name Identifier: 0000 0003 8776 3045
- NARCIS: PRS1255635
- Nederlandse Thesaurus van Auteursnamen: 169397211
- Virtual International Authority File: 280719298
- WorldCat: E39PBJhRCkhXBDCGwgfw7WXPQq